# No Cliché
No Cliché fue una compañía francesa de desarrollo de videojuegos con sede en Lion (Francia).
No Cliché, llamada anteriormente Adeline Software, produjo los juegos Little Big Adventure, Little Big Adventure 2 y Time Commando y fue comprada por Sega en 1997. La compañía desapareció debido a la cancelación de todos los estudios de desarrollo por parte de la compañía nipona en territorio europeo.
No Cliché también fue conocida por su título de Dreamcast, Toy Commander, lanzado en 1999.
- Datos: Q1517669